# Li'l Millet
McKinley James Millet (New Orleans, 25 oktober 1935 - ?, 29 juni 1997), beter bekend als Li'l Millet,  was een Amerikaanse rhythm-and-bluespianist, bassist en singer-songwriter.

## Biografie
Millet werd geboren in New Orleans. Op tienjarige leeftijd speelde hij samen met zijn broers in een band. Hij richtte later de band the Hawketts op, maar hij verliet de groep voordat zij hun eerste plaat opnamen. Hij werd vervangen door Art Neville, die in 1951 op de enige plaat van de Hawketts zong, "Mardi Gras Mambo".
Begin jaren vijftig richtte Millet zijn eigen groep op. Deze band bestond uit Edgar Myles (zang, trombone), Lee Allen (tenorsaxofoon), Ernest Mare (gitaar), Bartholomew Smith (drums), James Victor Lewis (tenorsaxofoon) and Warren Myles (piano). Na enkele optredens werden zij ontdekt door Bumps Blackwell, die voor een platencontract bij Specialty Records zorgde.
In september 1955 nam de groep haar eerste platen op in de J&M Studios, die tien jaar eerder door Cosimo Matassa waren geopend. De eerste single die uit deze sessie voortvloeide was "Who's Been Fooling You", die de groep uitgaf onder de naam Big Boy Myles and the Shaw-Weez. Op de B-kant hiervan verscheen "That Girl I Married". De tweede single was "Rich Woman", die werd uitgegeven onder de naam Li'l Millet and His Creoles. Millet had dit nummer samen met Dorothy LaBostrie geschreven. Voor de B-kant werd het nummer "Hopeless Love" gebruikt. "Rich Woman" is door verschillende artiesten vertolkt, waaronder Canned Heat en Robert Plant & Alison Krauss. De versie van Plant en Krauss werd in 2009 bekroond met een Grammy Award voor het beste duet. De originele opname van Millet verscheen in 2008 ook op het door Bob Dylan samengestelde album Theme Time Radio Hour. In augustus 2010 verscheen dezelfde opname op een compilatie van het Engelstalige muziekblad Mojo.
Millet schreef samen met Blackwell het rock 'n roll-nummer "All Around the World" voor Little Richard. Het werd gebruikt als B-kant van "The Girl Can't Help It". Millet nam zelf ook een versie op, die in 1993 op het verzamelalbum Creole Kings Of New Orleans, Vol. 2 verscheen.
Op 29 oktober 1956 nam Millet deel aan een tweede opnamesessie bij Specialty Records, ditmaal met Cosimo's Studio Band. Deze groep bestond uit Lee Allen, Alvin Tyler, Edward Frank en Earl Palmer. Uit deze sessie kwam het nummer "Rock Around the Clock" voort, dat pas in 1988, op de compilatie Lay That New Orleans Rock 'n' Roll Down, voor het eerst werd uitgebracht. Deze plaat was tevens de laatste van Specialty Records die op vinyl verscheen.
Li'l Millet bleef op kleine schaal optreden met de Creoles tot begin jaren tachtig. Hij overleed in 1997 aan de gevolgen van kanker.
- Library of Congress Control Number: no2007092012
- MusicBrainz: 8ca349d2-bb44-4186-8a3a-e9bf89df71a9
- Virtual International Authority File: 51473013
- WorldCat: E39PBJfMgkWPPp3cfgJQvX6VG3

1. ↑  Doc Rock. "The Dead Rock Stars Club, 1996 - 1997". Geraadpleegd op 26 augustus 2010.
2. ↑  Grammy Awards (2009). "Category 8, Best Pop Collaboration With Vocals". Geraadpleegd op 25 augustus 2010.
3. ↑  Silverton, Peter (2008). "Various Artists (Theme Time Radio Hour) - Theme Time Radio Hour with your host Bob Dylan". Ace Records. Geraadpleegd op 26 augustus 2010.
4. ↑  Niet te verwarren met het gelijknamige nummer van Bill Haley & His Comets.
5. ↑  Edwards, David; Mike Callahan en Randy Watts (9 januari 2009). "Specialty Album Discography, Part 1: SB-100, SP-100, SP/SPS-2100 Main Series". Geraadpleegd op 26 augustus 2010.